# Luigi Cocastelli
Luigi Cocastelli (Mantova, 1745 – Mantova, 1824) è stato un diplomatico italiano, al servizio del Sacro Romano Impero nel periodo napoleonico. Fu conte di Montiglio ed ultimo governatore di Milano.

## Biografia
Discendente dalla nobile famiglia Cocastelli originaria del Monferrato e trasferitasi a Mantova nel XVI secolo, Luigi Cocastelli nacque a Mantova nel 1745 e sposò successivamente la nobildonna milanese Anna Arconati Visconti, dei marchesi di Busto Garolfo.
Emerse come figura politica solo in tarda età quando, il 29 aprile 1799, divenne Commissario Imperiale nello Stato di Milano con funzioni di governatore dopo la restaurazione austro-russa e la caduta dell'effimera Repubblica Cisalpina. Il governatorato del Cocastelli, ad ogni modo, fu essenzialmente funzionale alla direzione degli eventi bellici mentre la parte civile venne condotta dal nobile milanese Antonio Maffei.
A livello civile Luigi Cocastelli si preoccupò in primo luogo di abolire le principali innovazioni giuridiche introdotte nella Cisalpina. Rientrarono dunque in vigore le distinzioni i privilegi connessi alla nascita (nobiliare) o al rango (clericale), così come essi si configuravano alla data del 1796. La moderna nozione di cittadinanza, con i suoi corollari in termini di libertà di pensiero, di culto, di stampa, di associazione, fu rimpiazzata da quella tradizionale di sudditanza e dalla contestuale riconsegna al pubblico potere dell'assoluta discrezionalità intorno a tali materie. La costituzione fu abolita e, insieme ad essa, vennero smantellati tutti gli organi nei quali essa s'era venuta cristallizzando nel triennio precedente (Corpo legislativo, Direttorio).
Agli interventi sul piano giuridico-istituzionale si accompagnò lo scatenamento della persecuzione personale di quanti, tra coloro che maggiormente s'erano esposti negli anni precedenti in senso filofrancese, non avevano scelto di seguire l'esercito della repubblica madre nella ritirata in Francia; il che ovviamente comportò il contestuale avvio di una politica di intenso ricambio di uomini nelle funzioni locali di governo. Furono ottocento i cittadini lombardi messi in carcere per avere sostenuto i francesi. Cocastelli diede anche ordine di abbattere l'albero della libertà e la statua di Bruto presente in piazza Mercanti.
Cocastelli terminò il proprio incarico nel 1800 col ritorno a Milano dei francesi, che vi rimarranno sino alla caduta dell'Impero nel 1815.
Ritiratosi a vita privata, morirà nel 1824 nella nativa Mantova.
Il compositore Johann Simon Mayr gli dedicò l'opera Lodoïska rappresentata a Milano per il carnevale dell'anno 1800.